# 太平文衡殿
22°46′58″N 121°05′12″E / 22.782851°N 121.086613°E
太平文衡殿位於臺灣臺東縣卑南鄉太平村內，其位置緊鄰在卑南鄉公所旁，為一座祭祀關聖帝君的道教廟宇，太平文衡殿又有聖武廟的名稱，是該地區重要的地方信仰中心之一。

## 沿革

### 日治時期
太平文衡殿最初在臺灣日治時期1918年由故鄉在臺南廳蕭壟支廳（今臺南市將軍區）的黃文潛、林國安、張桐等三人將漚汪文衡殿內供奉的關聖帝君神像，分靈後迎駕到今天臺東縣卑南鄉供奉，當時神像安置在林國安家中並設置簡易神壇提供給鄰近村民祭祀。

### 戰後時期
1949年，臺灣戰後，由於祭祀這尊關聖帝君神像的居民日益增加，因此部分居民提議募資建廟，並由林國安、黃安心、李改、陳鯸鰍、陳中獻、黃文滔、周來福、林燦三、郭老運、林運算、侯龍、張阿清、林海水，陳德元、李天德、賴畔等多位當地居民無償提供總共近1千坪的土地來興建一間黑瓦磚造的平房用以安放神像，其位置即就在今日太平文衡殿建築的左後方。
1979年，文衡殿信徒黃文潛等人再度提出重建廟宇的提案，然而文衡殿新建築動工後經歷長達6年的工期，直到1985年才全部完工，並舉行入火安座典禮。
2009年7月11日至9月30日之間，位於中國山西省運城市解州關帝廟的關聖帝君神像，經分靈後，迎駕至太平文衡殿進行巡禮，該活動由中華兩岸公共事務交流協會與中華道教關聖帝君弘道協會籌措舉行。並且太平文衡殿方面，也遵循古禮舉辦釋奠大典，為臺東祈福。
2013年11月15日，太平文衡殿舉行28週年的安座大典，於前晚11月14日便有許多來自西部的友廟前來參與盛會。在典禮當天由到訪的雲林縣虎尾順天宮三獻禮團隊來協助文衡殿進行團拜科儀。

## 建築特色
太平文衡殿占地約有1千坪。正門的兩邊各設有一尊士兵牽馬的塑像，進入大門後的廣場左前方有做為戲台的崇聖台，正門前方的牌樓前放有一對石獅，兩側宮牆雕塑著雙龍拜塔，麒麟呈瑞等吉祥雕像。
文衡殿的主建築為三殿重簷歇山式廟宇建築，前殿稱作山川殿用作拜殿，正殿中央主祀關聖帝君的神像，並且也同時祭祀著清水祖師，另配祀神為關平太子、周倉將軍。左、右側殿祭祀中壇元帥、土地公、太歲星君、白猿元帥等。後殿祭祀觀音大士、天上聖母等。配祭神則有註生娘娘、地藏王菩薩等。
文衡殿裡祭祀的白猿元帥，是民間傳說中曾救過孫臏的神猿，這樣的祭祀方式在一般臺灣其他廟宇中相當罕見。

## 重要祭典
太平文衡殿一年當中，以農曆6月23日的關聖帝君聖誕祝壽之夜，農曆6月24日為重要之祭典，這時會有許多移民自臺南市學甲區與將軍區的信徒前來參與祭典，文衡殿的祭祀圈共分為分為東角（乾達崛仔）、西角（太平村西側）、中角（文衡殿所在中心的太平村市區）、北角（泰安地區）。

## 資料來源
1. 1 2  . 中央研究院人社中心地理資訊科學研究專題中心.   [2017-02-08]. （原始内容存档于2022-10-03） （中文（臺灣））.
2. 1 2 3 4 5 6   (PDF). 卑南鄉太平社區發展協會. 2012-07  [2017-02-08]. （原始内容 (PDF)存档于2019-06-05） （中文（臺灣））.
3. 1 2 3 4 5 6 7  . 教育大市集.   [2017-02-08]. （原始内容存档于2019-06-08） （中文（臺灣））.
4. ↑  劉采妮. . 美美網. 2013-11-16  [2017-02-08]. （原始内容存档于2020-01-31） （中文（臺灣））.